# University of Delaware Press
La University of Delaware Press (UDP) es una editorial universitaria que forma parte de la Universidad de Delaware, cuyo campus principal se ubica en Newark, Delaware, donde también tiene su sede la UDP. La University of Delaware Press publica libros en todos los campos académicos, pero centrada en los estudios literarios, los estudios del siglo XVIII, la literatura francesa, la historia, la historia del arte y los estudios de Delaware y la costa oriental de Maryland.

## Historia
La University of Delaware Press fue establecida en 1922. A partir de 1949, la editorial celebró acuerdos de publicación con las universidades Rutgers, Temple y la Universidad de Nueva York.
En 1975, cuando se unió con el consorcio Associated University Press (AUP). Esto permitió a la University of Delaware Press elegir obras para publicar bajo su propio sello y control, mientras que la AUP se encargaba de la producción y distribución. Cuando Associated University Press cesó la mayoría de las publicaciones nuevas en 2010, se firmó un nuevo acuerdo de distribución con Rowman & Littlefield.

## Series
Series publicadas por la University of Delaware Press:
- Estudios culturales de Delaware y la costa este
- El intercambio moderno temprano
- Feminismos modernos tempranos
- Prensa de la Universidad John Cabot
- Estudios de arte y cultura de los siglos XVII y XVIII
- Swift y sus contemporáneos
- Museos universitarios de la Universidad de Delaware
- Expedientes del Congreso Mundial de Shakespeare